# Mohammad Ebrahimi
Mohammad Ebrahimi Khedri (* 11. April 1938 in Surkhi Parsa; † 22. Mai 2022 in Kabul) war ein afghanischer Ringer.

## Biografie
Mohammad Ebrahimi wurde in der Provinz Parwan als Sohn einer Hazara-Familie geboren und zog mit dieser als Kind nach Kabul. Im Freistilringen belegte er bei den Asienspielen 1958 den fünten Platz in der Klasse bis 67 kg und gewann 1962 die Bronzemedaille in der Klasse bis 63 kg. Darüber hinaus 
ging er bei den Olympischen Sommerspielen 1964 sowie 1968 jeweils in der Klasse bis 63 kg an den Start. Bei seiner dritten Olympiateilnahme 1972 in München trat er in der Klasse bis 62 kg im griechisch-römischen Stil an.
Ebrahimi starb am 22. Mai 2022 im Alter von 84 Jahren an Diabetes mellitus.